# Tailteann Games

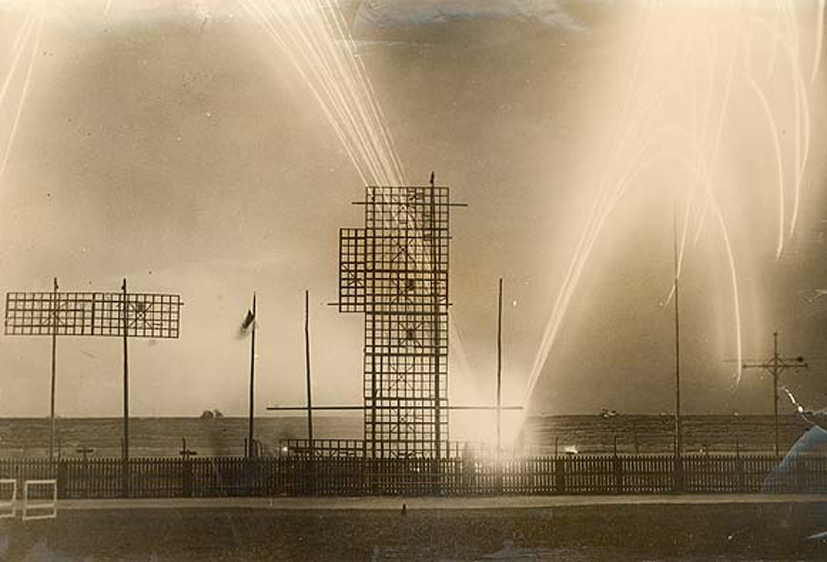
Zdjęcie z ceremonii otwarcia igrzysk w 1924 roku

Tailteann Games (znane też jako Áenach Tailteann, Aonach Tailteann) – irlandzkie zawody sportowe (igrzyska pogrzebowe) rozgrywane od czasów starożytnych w miejscowości Teltown (irl. Tailtin) w hrabstwie Meath.
W miejscowości Teltown, znajdują się wały ziemne datowane na epokę żelaza, w okolicach których rozgrywano igrzyska do czasów średniowiecznych.

## Historia
Według Lebor Gabála Érenn (pol. Księga Przejęcia Irlandii), igrzyska zostały utworzone przez Lugha Lamhfhadę (mitycznego króla Irlandii), który urządził je w trakcie ceremonii pogrzebowej swojej przybranej matki Tailtiu. Lugh miał pochować Tailtiu pod kopcem w okolicy, w której później powstała wspomniana miejscowość Teltown (Tailtin). Część jednego z kopców została zniszczona przez spycharki w trakcie robót budowlanych w 1997 roku. Irlandzki uczony John O’Donovan twierdził, że w okolicy zwanej Rath Dhubh istniały jeziora, które „wyglądały na sztuczne i mogły być używane w czasach, gdy Irlandczycy obchodzili Tailteann Games”. Wspomniał również legendę, wedle której cień króla Lóegaire został uwięziony przez Świętego Patryka, aż do dnia Sądu Ostatecznego. Miejscem uwięzienia miało być miejsce położone na wschód od Rath Dhubh. 
Impreza odbywała się w ciągu dwóch ostatnich tygodni lipca i kończyła się obchodami Lughnasadh lub Lammas (1 sierpnia). Według innych źródeł, igrzyska odbywały się w pierwszym tygodniu sierpnia i zjeżdżali na nie notable z całej Irlandii. Nowsze publikacje datują pierwsze igrzyska na około 1600 rok p.n.e., często podawaną datą jest również 1829 rok p.n.e., niektóre przesuwają je aż o tysiąc lat (ok. 500 roku p.n.e.). W biuletynie Gaelic Athletic Association z Tailteann Games 1924 wspomniano, że igrzyska zainaugurowano w 624 roku p.n.e.. Źródła potwierdzają rozgrywanie igrzysk od szóstego do dziewiątego wieku n.e.. Ostatnie Tailteann Games w średniowieczu rozegrano w 1169 roku za panowania Rory’ego O’Connora. W wyniku najazdu Normanów zaprzestano rozgrywania tej imprezy.
Impreza w wersji początkowej spełniała swoje funkcje poprzez uhonorowanie zmarłych, ogłaszanie praw i zapewnienie ludziom rozrywki sportowej. Pierwsza część trwała od jednego do trzech dni, w zależności od pozycji społecznej zmarłego. Goście śpiewali pieśni żałobne, zwane Guba, po których druidzi aranżowali tzw. Cepógs, czyli pieśni ku pamięci zmarłego. Następnie palono na stosie ciało zmarłego. Druga część odbywała się w czasie specjalnego rozejmu, podczas którego osoba o tytule Ollamh Érenn nadawała ludziom prawa za pośrednictwem bardów i druidów. Na końcu zapalano duże ognisko.
Program sportowy igrzysk obejmował zawody w takich konkurencjach jak: skok w dal, skok wzwyż, bieganie, rzucanie włócznią, hurling, boks. Rozgrywano też konkursy w fechtunku, łucznictwie, zapasach, pływaniu, a także wyścigi rydwanów i wyścigi konne. Rywalizowano również w strategii, śpiewaniu, tańczeniu, gawędziarstwie. Rzemieślnicy rywalizowali w złotnictwie, jubilerstwie, tkactwie i płatnerstwie.

## Odrodzenie zawodów
Idea wznowienia igrzysk pojawiła się w latach 80. XIX wieku, a zainicjował ją Michael Davitt. Na tę propozycję entuzjastycznie zareagowały irlandzkie środowiska nacjonalistyczne (Irlandia wtedy była pod panowaniem brytyjskim). Po odzyskaniu przez Irlandię niepodległości, Sinn Féin postanowiło wdrożyć tę inicjatywę w życie. Gdy w 1919 roku utworzono Dáil Éireann (wówczas był to jednoizbowy parlament irlandzki o rewolucyjnych i republikańskich poglądach), czołowe postaci ruchu, takie jak Éamon de Valera, zaproponowały reaktywację zawodów. Parlament przychylił się do tej propozycji i podjęto decyzję o wsparciu finansowym zawodów.
Po utworzeniu tymczasowego rządu irlandzkiego rozpoczęto planowanie zawodów, jednak wybuch wojny domowej odroczył tę inicjatywę do sierpnia 1924 roku (rok po zakończeniu wojny). Utworzono wtedy 32 podkomisje, które odpowiadały za koordynację i organizację igrzysk.
Pierwsze igrzyska odbyły się zgodnie z planem w 1924 roku, kolejne w latach 1928 i 1932. Mogły w nich brać udział wszyscy Irlandczycy, a także osoby irlandzkiego pochodzenia i urodzenia z takich krajów jak Kanada, Stany Zjednoczone, Południowa Afryka, Australia i Wielka Brytania. Odbywały się pod patronatem Gaelic Athletic Association na stadionie Croke Park w Dublinie.
W skład igrzysk w 1924 roku weszły, oprócz wielu olimpijskich dyscyplin, sporty takie jak: szachy, bilard, futbol gaelicki, hurling, camogie. Organizowano też konkursy w tańcu, poezji, prozie i gawędziarstwie.

## Zawody współcześnie
Współcześnie pod tą nazwą rozgrywane są między-prowincjonalne zawody lekkoatletyczne pod patronatem Athletics Ireland.